# Morinda brevipes
Morinda brevipes är en måreväxtart som beskrevs av Shiu Ying Hu. Morinda brevipes ingår i släktet Morinda och familjen måreväxter. Inga underarter finns listade i Catalogue of Life.